# Hobbitten
 Der er for få eller ingen kildehenvisninger i denne artikel, hvilket er et problem. Du kan hjælpe ved at angive troværdige kilder til de påstande, som fremføres i artiklen.

 Denne artikel omhandler romanen. For filmene, se Hobbitten (film).
Hobbitten, eller ud og hjem igen (engelsk: The Hobbit, or There and Back Again) er en fantasy- og børnebog af J.R.R. Tolkien fra 21. september 1937. Hovedpersonen er hobbitten Bilbo Sækker (engelsk: Bilbo Baggins).
Hobbitten er forgænger til den populære trilogi Ringenes Herre af samme forfatter. Hobbitten er lettere at gå til end efterfølgerne og bærer præg af at være begyndt som en børnefortælling. Senere fandt Tolkien ud af, at han slet ikke var færdig med at skrive om sin spændende sagnverden, og fortsatte i Ringenes Herre i en mere alvorlig tone. Også i andre bøger som Silmarillion. Den blev udgivet posthumt, færdiggjort at hans søn Christopher.
Tolkien havde også en anden bog på tegnebrættet efter sin trilogi om Midgård. Den skulle foregå få hundrede år efter Saurons fald og skulle have handlet om, at menneskene i Gondor gjorde oprør mod deres konge. Tolkien skrinlagde projektet, Den nye skygge, fordi den ikke handlede om det gode mod det onde, men om menneskets fejlbarlighed.